# Zdeněk Psotka
Zdeněk Psotka (* 18. listopadu 1973 Olomouc) je český fotbalový trenér a bývalý brankář.

## Trenérská kariéra
V období 2008–2011 trénoval tým SK Sigma Olomouc. V podzimní části sezony 2012/2013 působil jako hlavní trenér ve slovenské Senici. Od roku 2013 je sportovním manažerem v Olomouci. V lednu 2014 byl odvolán z pozice sportovního manažera a opět usedl na lavičku SK Sigma Olomouc. V dubnu téhož roku byl kvůli špatným výsledkům odvolán. Od 1. července 2016 působí coby sportovní ředitel mládeže v klubu FC Viktoria Plzeň.

### Dosažené úspěchy
- 2001 – 1. místo v MSFL s týmem Sigma Olomouc B, postup do 2. fotbalové ligy
- 2007 – 1. místo s U19 SK Sigma Olomouc
- 2007 – Nejlepší trenér ČMFS - pro rozvoj mládežnického fotbalu
- 2008 – 3. místo s U19 SK Sigma Olomouc
- 2009 – 4. místo v Gambrinus lize se Sigmou Olomouc
- 2009 – 3. místo v anketě Cena Rudolfa Vytlačila - Trenér roku

## Hráčská kariéra
Psotka začínal s fotbalem v Sokolu Nedvězí, ve 13 letech přestoupil do mládežnického výběru Sigmy Olomouc, kde hrál na pozici brankáře. V druholigové sezoně 1994/95 hostoval v ČSK Uherský Brod, kde odchytal 6 zápasů. Chytal také za B-mužstvo olomoucké Sigmy v MSFL (1995/96 a na podzim 1996). V nižších soutěžích hájil branku Tatranu Litovel (hostování 1992–1993), po roce 1997 byl v Hodolanech, Nedvězím, Kožušanech a Horce nad Moravou.

### Ligová bilance
| Ročník                  | Zápasy | Góly | Minuty | Klub                 |
| ----------------------- | ------ | ---- | ------ | -------------------- |
| II. liga 1994/95        | 6      | 0    | 540    | ČSK Uherský Brod     |
| MSFL 1995/96            | –      | 0    | –      | SK Sigma Olomouc „B“ |
| MSFL 1996/97            | –      | 0    | –      | SK Sigma Olomouc „B“ |
| CELKEM II. LIGA         | 6      | 0    | 540    |                      |
| CELKEM III. LIGA – MSFL | –      | 0    | –      |                      |